# Dollgener Grund
Das Naturschutzgebiet Dollgener Grund liegt im Landkreis Dahme-Spreewald in Brandenburg. Es erstreckt sich nördlich, westlich und südwestlich von Dollgen entlang des westlichen Ufers des Dollgensees. Am nordöstlichen Rand des Gebietes verläuft die B 179 und am südlichen Rand die B 87.

## Bedeutung
Das rund 71,6 ha große Gebiet mit der Kenn-Nummer 1270 wurde mit Verordnung vom 24. Juni 1992 unter Naturschutz gestellt.